# 폴 워셔
폴 데이비드 워셔(Paul David Washer, 1961년 출생)는 칼빈주의 신학을 믿는 미국의 개신교 기독교 전도자이다.
폴 워셔는 석유 및 가스 변호사가 되기 위해 텍사스 대학교 오스틴에서 공부하는 동안 기독교로 개종했다고 한다. 그는 페루로 이주하여 그곳에서 10년 동안 선교인으로 살았다. 1988년 페루에 있는 동안 워셔는 자신의 문화를 가진 사람들에게 복음을 전하는 원주민 선교사들을 지원하기 위해 하트크라이 선교 협회(HeartCry Missionary Society)를 설립했다. 2023년을 기준으로 이 단체는 62개국에서 326명의 선교사 가족을 지원한 바 있다.
폴 워셔는 나중에 미국으로 돌아와서 2022년부터 버지니아 주의 로어노크에 본부를 두고 있는 하트크라이의 선교 부장으로 일하고 있다
폴 워셔는 그의 유사한 신념으로 인해 종종 신칼빈주의 운동의 일부로 인식되지만 그는 이 운동에도 우려를 표명했었다.
그는 2002년에 "충격적인 청소년 메시지"를 설교했었다. 소위 말하는 '기독교 청중'에게 그는 그들이 거짓 복음으로 스스로를 속이고 있기 때문에 그들의 대다수가 지옥에 가게 될 것이라고 말했다. 2023년 현재 강연 유튜브 영상 조회수는 400만 회 이상을 기록했으며 워셔는 2018년 다큐멘터리 아메리칸 복음: 오직 예수에 출연하여 번영신학과 성경적 기독교의 차이점을 강조했다. 그는 "다른 종교에서는 선을 행하고 스스로 호의를 얻어 천국에 갈 수 있다..."라고 말하면서 기독교 신앙의 독점성과 독창성을 언급했다.
2017년에 워셔는 비치명적 심장 마비를 겪었고 2023년 말에 관상동맥 우회 수술을 받았다.